# عمالة الأطفال
عمالة الأطفال.

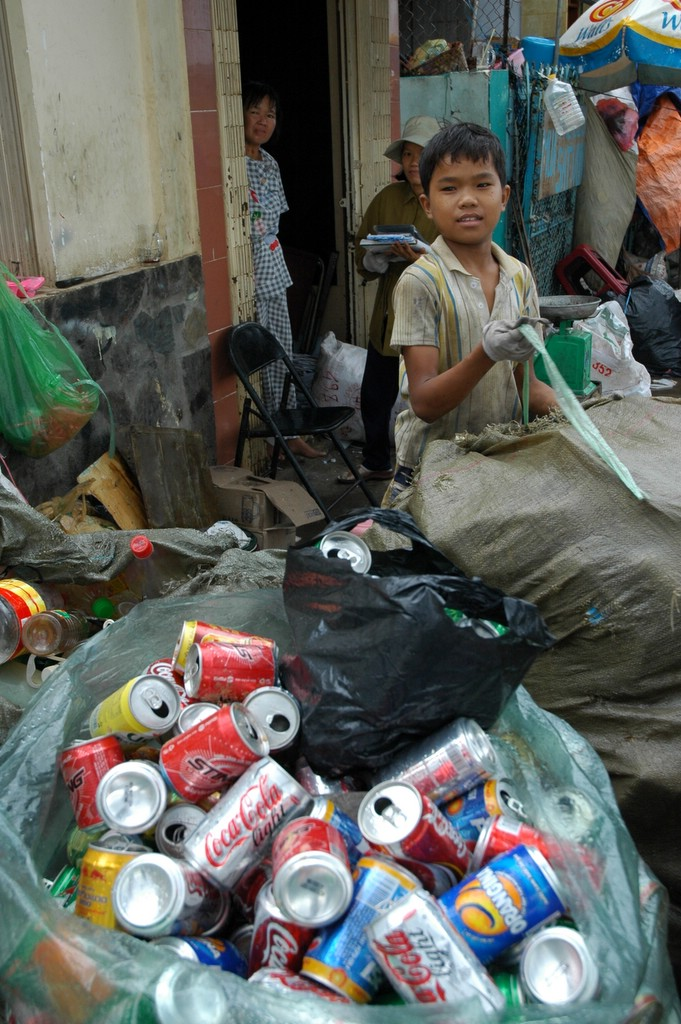
طفل يعمل في تدوير القمامة في فيتنام

تشغيل أوعمالة الأطفال أو الأولاد ظاهرة تشير إلى استغلال الأطفال في أي شكل من أشكال العمل مما يحرم الأطفال من طفولتهم، ويعيق قدرتهم على الذهاب إلى المدرسة، ويؤثر تأثيرًا ضارًّا عقليًا أو جسديًا أو اجتماعيًا أو معنويًا.
هذا الاستغلال محظور بموجب التشريعات في جميع أنحاء العالم، على الرغم من أن هذه القوانين لا تسري على جميع أنواع عمالة الأطفال، وتشمل هذه الاستثناءات عمل الأطفال بالفن، والواجبات العائلية، والتدريب الخاضع للإشراف، وبعض أشكال عمل أطفال الأميش، وكذلك أطفال السكان الأصليين في الأمريكتين.
تتفاوت درجات عمالة الأطفال عبر التاريخ. خلال القرن التاسع عشر وأوائل القرن العشرين، كان هناك العديد من الأطفال الذين تتراوح أعمارهم بين 5 و14 عامًا من أسر فقيرة يعملون في الدول الغربية ومستعمراتها. كانوا يعملون أساسًا في الزراعة وعمليات التجميع المنزلية والمصانع والتعدين والخدمات مثل الأولاد الذين يعملون في مجال الأخبار، حيث كان بعضهم يعمل في نوبات ليلية تدوم 12 ساعة. مع ارتفاع دخل الأسرة وتوافر المدارس وإصدار قوانين عمل الأطفال، انخفضت معدلات حدوث عمل الأطفال.
في أفقر بلدان العالم، يعمل واحد من كل أربعة أطفال في عمالة الأطفال، ويعيش أكبر عدد منهم (29 في المئة) في أفريقيا جنوب الصحراء الكبرى. في عام 2017، شهدت أربع دول أفريقية (مالي وبنين وتشاد وغينيا بيساو) أكثر من 50% من الأطفال الذين تتراوح أعمارهم بين 5 و14 عامًا. وتمثل الزراعة في جميع أنحاء العالم المجال الأول لعمالة الأطفال. توجد الغالبية العظمى من عمالة الأطفال في المناطق الريفية والاقتصادات الحضرية غير الرسمية، حيث يعمل الأطفال في الغالب من قبل آبائهم، بدلاً من المصانع. يعتبر الفقر ونقص المدارس السبب الرئيسي لعمالة الأطفال. انخفض معدل عمالة الأطفال على مستوى العالم من 25% إلى 10% بين عامي 1960 و2003، وفقا للبنك الدولي. ومع ذلك، لا يزال العدد الإجمالي للأطفال العاملين مرتفعا، حيث أقرت اليونيسيف ومنظمة العمل الدولية أن ما يقدر بنحو 168 مليون طفل تتراوح أعمارهم بين 5 و17 سنة في جميع أنحاء العالم شاركوا في عمالة الأطفال في عام 2013.

## مفهوم عمل الأطفال
هو العمل الذي يضع أعباء ثقيلة على الطفل، والذي يهدد سلامته وصحته ورفاهيته، العمل الذي يستفيد من ضعف الطفل وعدم قدرته عن الدفاع عن حقوقه، العمل الذي يستغل عمل الأطفال كعمالة رخيصة بديلة عن عمل الكبار، العمل الذي يستخدم وجود الأطفال ولا يساهم في تنميتهم، العمل الذي يعيق تعليم الطفل وتدريبه ويغير حياته ومستقبله.

### عمل الأطفال في المواثيق والمعايير الدولية
كانت الجمعية العامة للأمم المتحدة قد أصدرت في عام 1989 اتفاقية حقوق الطفل التي عرفت الطفل بأنه كل إنسان لم يتجاوز الثامنة عشرة من عمره وأكدت على ضرورة السعي لحماية الطفل من الاستغلال الاقتصادي ومن أداء أي عمل يرجح أن يكون خطرا أو يمثل إعاقة لتعليمه أو ضررا بصحته أو بنموه البدني أو العقلي أو الروحي أو المعنوي أو الاجتماعي، وأوجبت على الدول الأطراف فيها اتخاذ التدابير التشريعية والإدارية والاجتماعية والتربوية التي تكفل هذه الحماية، وبشكل خاص وضع حد أدنى لسن الالتحاق بالعمل ونظام ملائم لساعات العمل وظروفه وفرض عقوبات مناسبة لضمان فعالية تطبيق هذه النصوص، وقد صادق الأردن على هذه الاتفاقية في آيار من عام 1991 إضافة إلى معظم الدول العربية والعديد من دول العالم.[بحاجة لمصدر]
وكانت الجمعية العامة قد أقرت في العام نفسه الإعلان العالمي لحقوق الطفل الذي كان قد تم إعداد مسودته في عام 1957، حيث نص الإعلان على "وجوب كفالة وقاية الطفل من ضروب الإهمال والقسوة والاستغلال، وألا يتعرض للاتجار به بأي وسيلة من الوسائل، وأن لا يتم استخدامه قبل بلوغ سن مناسب، وأن لا يسمح له بتولي حرفة أو عمل يضر بصحته أو يعرقل تعليمه أو يضر بنموه البدني أو العقلي أو الأخلاقي. ويتضمن موضوع عمل الأطفال في المواثيق والمعايير الدولية التفاصيل المبينة تالياً أدناه وخاصة اتفاقيات العمل الدولية المتعلقة بالحد الأدنى لسن العمل وأسوأ أشكال عمل الأطفال واتفاقية حقوق الطفل وإعلان المبادئ والحقوق الأساسية في العمل بالإضافة إلى اتفاقيات العمل العربية الصادرة عن منظمة العمل العربية
عمالة الاطفال بالارقام.

## منظمة العمل الدولية

اتفاقية العمل الدولية رقم 138 ورقم 182

أصدرت المنظمة العديد من الاتفاقيات التي تعالج شؤون العمل المختلفة منها الاتفاقيات الثمانية التي تمثل المعايير الأساسية لحقوق الإنسان في العمل، كان آخرها الاتفاقيتين رقم 138 لسنة 1973 بشأن الحد الأدنى لسن الاستخدام والاتفاقية رقم 182 لسنة 1999 بشأن أسوأ أشكال عمل الأطفال، اللتان تعتبران من الاتفاقيات الثمانية المشار إليها أعلاه، وأهم الاتفاقيات التي أقرتها مؤتمرات العمل الدولية في مجال عمل الأطفال وأحدثها، حيث تعتبر الأحكام التي وردت فيها معايير أساسية لحقوق الإنسان في العمل تلتزم بها الدول المنضمة إليها وتتم مساءلتها عن الإخلال في الوفاء بالالتزامات المترتبة عليها بموجبها، كما تلتزم الدول الأخرى أدبيا بأحكامها رغم عدم مصادقتها عليها، وذلك بحكم عضويتها في هذه المنظمة والتزامها بدستورها وإعلان المبادئ والحقوق الأساسية في العمل الذي صدر عنها.

## اتفاقية العمل الدولية رقم 138
تهدف على المدى البعيد إلى القضاء الكامل على عمل الأطفال، حيث وضعت حداً أدنى لسن العمل هو سن إتمام التعليم الإلزامي والذي اعتبرت أنه لا يجوز أن يقل عن الخامسة عشرة، كما منعت تشغيل الأطفال حتى سن الثامنة عشرة في الأعمال التي يحتمل أن تعرض للخطر صحة أو سلامة أو أخلاق الأحداث بسبب طبيعتها أو الظروف التي تؤدى فيها. وأوجبت على الدول المصادقة أن تتعهد باتباع سياسة وطنية ترمي للقضاء فعليا على عمل الأطفال. أسباب عمالة الأطفال: انخفاض المستوى التعليمي للأب والأم.

## اتفاقية العمل الدولية رقم 182

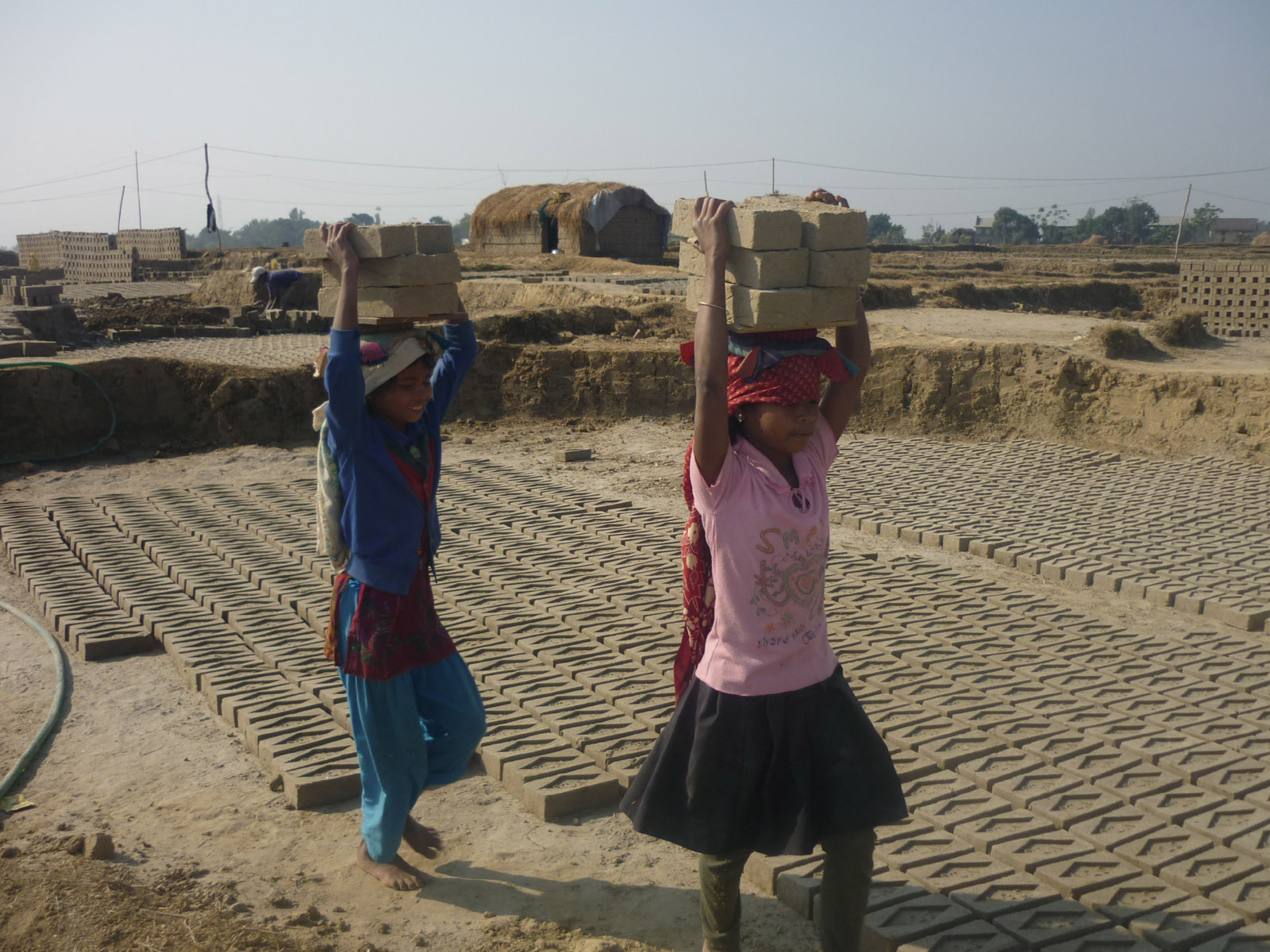
فتيات نيباليات يعملن في مصنع للطوب

جاءت مكملة للاتفاقية رقم 138 وذلك للحث على القضاء على أسوأ أشكال عمل الأطفال أولا تمهيدا للقضاء التام والكلي على كل أشكال عمل الأطفال، وقد أكدت هذه الاتفاقية على أهمية التعليم الأساسي المجاني وإعادة تأهيل الأطفال العاملين ودمجهم اجتماعيا مع العناية بحاجات أسرهم.
كما أكدت أن الفقر هو السبب الرئيسي لعمل الأطفال وان الحل يكمن في تعزيز النمو الاقتصادي للدول، وحددت عدداً من الأعمال اعتبرتها أسوأ الأعمال التي قد يؤديها الطفل وهي الرق بكافة أشكاله وأنواعه والعمل القسري واستخدام الأطفال في الصراعات المسلحة واستخدامهم أو عرضهم لأغراض الدعارة أو لإنتاج أعمال إباحية واستخدامهم أو عرضهم لمزاولة أنشطة غير مشروعة وخاصة في إنتاج المخدرات والاتجار بها، بالإضافة إلى الأعمال التي ترى الدولة المصدقة وبعد التشاور مع المنظمات المعنية لأصحاب العمل والعمال أنها تؤدي بفعل طبيعتها أو بفعل الظروف التي تزاول فيها إلى الأضرار بصحة الأطفال أو سلامتهم أو سلوكهم الأخلاقي، وأوجبت على الدول ضرورة وضع قائمة بهذه الأعمال ومراجعتها بشكل دوري.
كما أوجبت أن تضع الدولة بالتشاور مع هذه الجهات آليات خاصة بمراقبة تطبيق أحكامها وتصميم وتنفيذ برامج عمل تهدف للقضاء على هذه الأعمال والنص في قوانينها على عقوبات جزائية بحق المخالفين.

## إعلان المبادئ والحقوق الأساسية في العمل
تأكيداً للمبادئ الأساسية لحقوق الإنسان في العمل التي وردت في الاتفاقيات الثمانية، أصدرت منظمة العمل الدولية في عام 1998 إعلان المبادئ والحقوق الأساسية في العمل ليكون أداة ترويحية لمبادئ المنظمة الغاية منها ضمان احترام الحقوق والمبادئ الرئيسية في العمل كشكل من أشكال العدالة الاجتماعية حيث جاء في البند الثاني من الإعلان:
إن جميع الدول الأعضاء وإن لم تكن قد صادقت على الاتفاقيات موضوع البحث ملزمة بمجرد انتمائها للمنظمة بأن تحترم المبادئ المتعلقة بالحقوق الأساسية التي تشكل موضوع هذه الاتفاقيات وان تعززها وتحققها بنية حسنة ووفقا لما ينص عليه الدستور وهي:
1. الحرية النقابية والإقرار الفعلي بحق المفاوضة الجماعية.
2. القضاء على جميع أشكال العمل الجبري أو الإلزامي.
3. القضاء الفعلي على عمل الأطفال.
4. القضاء على التمييز في الاستخدام والمهنة.

## اتفاقيات العمل الدولية الأخرى الخاصة بعمل الأطفال
من المعروف أن منظمة العمل الدولية تتولى في مؤتمراتها التي تعقدها سنوياً بتمثيل ثلاثي متساوٍ (حكومات وأرباب عمل وعمال) تبني الاتفاقيات والتوصيات التي تحدد معايير العمل الدولية، وقد تبنت مؤتمرات العمل الدولية منذ تأسيسها في عام 1919 وحتى الآن 183 اتفاقية شملت عدداً كبيرا من المواضيع المرتبطة بالعمل، ومن أهم الاتفاقيات الدولية التي عالجت شؤون عمل الأطفال الاتفاقيات التالية:
- الاتفاقية رقم 5 بشأن الحد الأدنى للسن (صناعة) لسنة 1919 :

منعت تشغيل الأطفال دون سن الرابعة عشرة في أي منشأة صناعية باستثناء المشاريع الصناعية الأسرية وفي المدارس الفنية وبموافقة السلطات العامة وإشرافها.
- الاتفاقية رقم 6 بشأن عمل الأحداث ليلا في الصناعة لسنة 1919:

منعت تشغيل الأطفال دون سن الثامنة عشرة ليلا في المنشآت الصناعية باستثناء المشاريع الأسرية، وعرفت الليل بأنه مدة لا تقل عن إحدى عشرة ساعة متصلة تدخل فيها الفترة ما بين الساعة العاشرة مساء والساعة الخامسة صباحا.
- الاتفاقية رقم 7  بشأن الحد الأدنى للسن (العمل البحري) لسنة 1920 :

منعت تشغيل الأطفال دون سن الرابعة عشرة في السفن إلا لغايات التدريب وبموافقة السلطات العامة وإشرافها.
- الاتفاقية رقم 10  بشأن الحد الأدنى للسن (الزراعة) لسنة 1921:

منعت تشغيل الأطفال دون سن الرابعة عشرة في أي منشأة زراعية إلا خارج الساعات المحددة للتعليم المدرسي ودون أن يكون ذلك على حساب انتظامهم في الدراسة.
- الاتفاقية رقم 15  بشأن الحد الأدنى للسن (الوقادون ومساعدو الوقادون) لسنة 1921:

منعت تشغيل الأطفال دون سن الثامنة عشرة على ظهر السفن البخارية كوقادين أو مساعدي وقادين.
- الاتفاقية رقم 16  بشأن الفحص الطبي للأحداث (العمل البحري) لسنة 1921:

أوجبت عدم تشغيل أي طفل يقل عمره عن ثمانية عشرة عامًا على ظهر السفن إلا بناء على شهادة طبية تثبت لياقته للعمل موقعة من طبيب معتمد من السلطة المختصة، وأن تتم إعادة الفحص الطبي كل سنة على الأقل.
- الاتفاقية رقم33 بشأن الحد الأدنى للسن(الأعمال غير الصناعية)لسنة1932:

منعت تشغيل الأطفال دون سن الرابعة عشرة أو دون سن التعليم الإلزامي في الأعمال غير الصناعية باستثناء الأعمال الخفيفة لمن بلغوا سن الثانية عشرة وبما لا يتجاوز ساعتين يوميا وفي الأعمال التي لا تضر بصحتهم أو بمواظبتهم على الدراسة.
- الاتفاقية رقم 58 بشأن الحد الأدنى للسن (العمل البحري مراجعه)لسنة1973:

صدرت هذه الاتفاقية كمراجعة للاتفاقية رقم (7) ورفعت الحد الأدنى لسن العمل للأطفال في السفن إلى خمسة عشرة عامًا بدلا من أربعة عشرة عامًا إلا لغايات التدريب وبموافقة السلطات العامة المختصة.
- الاتفاقية رقم 59 بشأن الحد الأدنى للسن (الصناعة- مراجعه) لسنة 1937:

صدرت هذه الاتفاقية كمراجعة للاتفاقية رقم 5 ورفعت الحد الأدنى لسن العمل للأطفال في المشاريع الصناعية إلى خمسة عشرة عامًا بدلا من أربعة عشرة عامًا باستثناء المشاريع الأسرية وفي المدارس الفنية وبموافقة السلطات العامة وإشرافها.
- الاتفاقية رقم 60 بشأن الحد الأدنى للسن (الأعمال غير الصناعية-مراجعه)لسنة 1937:

صدرت هذه الاتفاقية كمراجعة للاتفاقية رقم 33 ورفعت الحد الأدنى لسن العمل للأطفال في المشاريع غير الصناعية إلى سن الخامسة عشرة أو سن التعليم الإلزامي، باستثناء الأعمال الخفيفة لمن تجاوزوا سن الثالثة عشرة وبما لا يتجاوز ساعتين يوميا وفي أعمال لا تضر بصحتهم أو بمواظبتهم على الدراسة.
- الاتفاقية رقم 77 بشأن الفحص الطبي للأحداث (الصناعة) لسنة 1946:

منعت تشغيل الأطفال الذين يقل عمرهم عن سن الثامنة عشرة في المنشآت الصناعية ما لم تثبت لياقتهم للعمل من خلال فحص طبي دقيق تجريه جهة طبية تعتمدها السلطة المختصة وأن يتم تكرار هذا الفحص على فترات لا تفصل بينها مدة تزيد على سنة.
- الاتفاقية رقم 78 بشأن الفحص الطبي للأحداث (المهن غير الصناعية) لسنة 1946:

منعت تشغيل أي طفل يقل عمره عن الثامنة عشرة في المهن غير الصناعة إلا إذا بين فحص طبي دقيق لياقته لهذا العمل تجريه جهة طبية تعتمدها السلطة المختصة، وعلى أن يتم تكرار هذا الفحص على فترات لا تفصل بينها مدة تزيد على السنة.
- الاتفاقية رقم 79 بشأن العمل الليلي للأحداث (المهن غير الصناعية) لسنة 1946:

منعت تشغيل الأطفال دون سن الرابعة عشرة أو دون سن التعليم الإلزامي في الأعمال غير الصناعية خلال الليل ويشمل ذلك مدة أربع عشرة ساعة متصلة منها الفترة ما بين الثامنة مساء والثامنة صباحا، كما منعت تشغيل الأطفال دون سن الثامنة عشرة ليلا خلال فترة لا تقل عن اثنتي عشرة ساعة متصلة تشمل الفترة من الساعة العاشرة مساء وحتى الساعة السادسة صباحا.
- الاتفاقية رقم 90 بشأن عمل الأحداث ليلاً (الصناعة) لسنة 1948:

منعت تشغيل الأطفال الذين لم يبلغوا سن الثامنة عشرة في أي منشأة صناعية ليلا باستثناء أغراض التدريب المهني لمن بلغوا سن السادسة عشرة وبموافقة السلطة المختصة بعد التشاور مع منظمات أرباب العمل.
- الاتفاقية رقم 112 بشأن الحد الأدنى للسن (صيادو الأسماك) لسنة 1959:

منعت تشغيل الأطفال الذين لم يبلغوا سن الخامسة عشرة على سفن الصيد إلا أثناء العطلات المدرسية وبشرط أن لا يكون في ذلك ضرر على صحتهم أو نموهم الطبيعي أو مواظبتهم على الدراسة وأن لا تكون النشاطات التي يقومون بها غاياتها تجارية.
- الاتفاقية رقم 123 بشأن الحد الأدنى للسن (العمل تحت سطح الأرض) لسنة 1965:

أوجبت على الدول وضع حد أدنى لسن العمل في المناجم على أن لا يقل في أي حال من الأحوال عن ستة عشرة عاما.
- الاتفاقية رقم 124 بشأن الفحص الطبي للأحداث (العمل تحت سطح الأرض) لسنة 1965:

أوجبت إجراء الفحص الطبي الدقيق عند تشغيل أي عامل يقل عمره عن الحادية والعشرين في المناجم تحت سطح الأرض وإعادة الفحص بشكل دوري سنويًا على الأقل.

## منظمة العمل العربية
أصدرت هذه المنظمة حتى الآن 19 اتفاقية و8 توصيات تضمنت معظمها نصوصا حول عمل الأطفال أو شؤون الأسرة، حيث اهتمت هذه الاتفاقيات بتنظيم الشؤون الخاصة بعمل الأطفال وبشكل خاص الحد الأدنى لسن العمل ورفعه بما يتناسب مع المخاطر التي يشكلها العمل والمشقة في ممارسته، كما اهتمت بتوفير ضمانات الرعاية الطبية الدورية وتحديد ساعات العمل.

## الاتفاقية العربية رقم 18 لسنة 1996 بشأن عمل الأحداث
تعتبر هذه الاتفاقية أول اتفاقية عربية متخصصة في مجال عمل الأطفال، حيث جاءت استكمالاً لسلسلة المبادئ التي أكدت عليها الاتفاقيات العربية السابقة في هذا المجال وقد عرفت الطفل بأنه (الشخص الذي أتم الثالثة عشرة ولم يكمل الثامنة عشرة من عمره سواء كان ذكراً أو أنثى) وحظرت عمل من لم يتم سن الثالثة عشرة من عمره، ونصت على أن أحكامها تشمل جميع الأنشطة الاقتصادية باستثناء الأعمال الزراعية غير الخطرة وغير المضرة بالصحة ووفق ضوابط تحددها السلطة المختصة في الدولة تراعي فيها الحد الأدنى لسن الأطفال.
وأوجبت الاتفاقية ألا يتعارض عمل الأطفال مع التعليم الإلزامي وأن لا يقل سن الالتحاق بالعمل عن الحد الأدنى لسن إكمال مرحلة التعليم الإلزامي، وأن تقوم الدولة بإجراء الدراسات حول أسباب عمل الأطفال فيها، وأن تعمل على التوعية بالأضرار المحتملة لعمل الأطفال. وفي الأعمال الصناعية نصت على منع تشغيل الحدث قبل إتمام سن الخامسة عشرة وفي الأعمال الصناعية الخفيفة التي تتولاها أسرته قبل إتمام سن الرابعة عشرة، وأن تتم في كل الأحوال مراقبة عمل الأطفال وحمايتهم صحياً وأخلاقياً والتأكد من قدرتهم ولياقتهم الصحية للمهنة التي مارسها كل منهم.
كما منعت تشغيل الطفل في الأعمال الخطرة أو الضارة بالصحة أو الأخلاق قبل بلوغه سن الثامنة عشرة وعلى أن تحدد الدولة هذه الأعمال في تشريعاتها أو لوائحها.
ووضعت الاتفاقية نصوصاً منظمة لشؤون عمل الأطفال في المجالات التالية: الفحص الطبي، العمل الليلي، الأجور، ساعات العمل، العمل الإضافي، الإجازات، الخدمات الاجتماعية، التزامات صاحب العمل، مراقبة التطبيق، العقوبات.

## مصطلح عمالة الأطفال الإيجابي
يتضمن هذا المصطلح كافة الأعمال التطوعية أو حتى المأجورة التي يقوم الطفل بها والمناسبة لعمره وقدراته، ويمكن أن يكون لها أثار إيجابية تنعكس على نموه العقلي والجسمي والذهني، وخاصة إذا قام بها الطفل باستمتاع والحفاظ على حقوقه الأساسية لأن من خلال العمل يتعلم الطفل المسؤولية والتعاون والتسامح والتطوع مع الآخرين.

## حجم ظاهرة عمالة وتشغيل الأطفال
يقدر عدد الأطفال الذين تتراوح أعمارهم من 5-17 سنة في الأراضي الفلسطينية عام 1998 بحوالي 125900 طفل أي ما نسبته 34.6% من مجموع السكان. أي ما يعادل حوالي 43.90 طفلا كما أن من بينهم حوالي 82.8% يعملون وعددهم 24900 والباقي يبحثون عن عمل ومستعدون له وعددهم 7260 طفل وذلك بالاستناد إلى منهجية مسح القوى العاملة في فلسطين لسنة 1999م.

## أسباب وتأثيرات عمالة الأطفال
لا بد من النظر بعين الاعتبار إلى أن عمالة الأطفال ليست بسبب اقتصادي فقط، وانما لوجود قضايا ثانوية أخرى منها الطبقة الاجتماعية التي ينتمي لها الطفل، وفي بعض المجتمعات النامية دائمًا يقولون ان الأطفال الفقراء لهم الحق ان يعملوا لأنهم فقراء علما انه لا يوجد أحد يعترف بحق هؤلاء الأطفال بالأجر المناسب للطاقة التي يبذلونها. عندما نتحدث عن عمالة الأطفال وعدد ونسبة الأطفال المعينين ليست هي العامل الوحيد للنظر فيها. أنواع العمل التي تعطى للاطفال والظروف التي يتعرضون تؤدى إلى تنفيذها (إنجازها) والمخاطر أو الاعتداءات التي يتعرضون لها أثناء العمل هو عامل آخر ذو أهمية قصوى. هناك نقص في البيانات بشان هذا الجانب من الاشياء، الامر الذي يجعل من الصعب تحديد الأطفال الذين يشاركون في العمل أو في ظل ظروف قد تكون ضارة على صحتهم وعلى افكارهم أو على عواطفهم وتستهدف تدابير الحياة فإن الإحصاءات الرسمية سيئة للغاية في هذا المجال. المعلومات الأخرى المتاحة من الدراسات والتقارير الرسمية من نوعية متغيرة. وبعض الموضوعات تقل أهمية عن غيرها. على سبيل المثال هناك دراسات واسعة النطاق عن أطفال الشوارع، ولكن معرفتنا تعد اقل بكثير عن ظروف عمل الأطفال وعن عدد كبير من الأطفال الذين يعملون في الزراعة أو كخدم في المنازل، سن العمل يظل الشاغل الأول حيث أنه يتم وضع العديد من الأطفال الصغار جدا في العمل وخاصة في المناطق الريفية حيث أنه غير مالوف ان نراهم يعملون من سن 5 أو 6 سنوات، بالتاكيد، فإن الغالبية العظمى من الأطفال الفاعلين على المستوى الاقتصادى تنتمى إلى الفئة العمرية من 10 إلى 14 سنه. ومع ذلك فإن نسبة من تقل اعمارهم عن 10 سنوات لا يمكن اغفالها ويمكن أن تصل إلى20% في بعض البلدان.

## أسباب عمالة الأطفال
- المستوي الثقافي للأسرة : فائدة التعليم غير معروفة لهم.
- الفقر : الأطفال يرغبون بمساعدة أسرهم، عجز الأهل من الإنفاق على أولادهم.
- قلة المدارس والتعليم الإلزامي.
- نقص بمعرفة قوانين عمالة الأطفال.
- العنصرية.
- الاستعمار والحروب والأزمات التي تخلق عبء اقتصادي.
- النظام التعليمي السائد : الذي يسبب ترك المدرسة مثل سوء معاملة المعلمين أو الخوف منهم، عدم الرغبة بالدراسة، عدم المقدرة على النجاح في الدراسة، قد يكون توقيت الدراسة غير متناسب مع أوقات عمل الأطفال (كما في الزراعة مثلاً)، وقد يكون موقع المدرسة بعيداً بالنسبة للأطفال، والفتيات بشكل خاص، وقد يضاعف من هذه المشكلة فقدان تسهيلات نقل الأطفال في المناطق النائية.
- نقص البرامج الدولية لمحاربة الفقر.

الفقر هو السبب الرئيسى لعمالة الأطفال. اضطر العديد مهم للعمل لضمان بقائهم على قيد الحياة وكذلك في حالة فقر الأسرة فإن جميع أفراد الأسرة يعملون لضمان دخل كافى. فكيف يمكن تدعيم تعليم الأطفال؟! من المعروف أن الدراسة مكلفة. وأن التعليم العام يمثل عادةً استثمار. الأسرة الفقيرة تتحمل مصاريف الكتب واللوازم الدراسية والزى المدرسى وتكاليف النقل. بل ودفع مبلغ من المال للمعلمين، وهي في بعض الأحيان تتكلف الدراسة الابتدائية، ثلث عائد الأسرة. والعديد من الأسر لديها أكثر من طفل في سن الدراسة. بالإضافة إلى ذلك، فإن هذه الأرقام، لا تأخذ في الاعتبار النقص الحاد في عائدات تلك الأسرة. وخاصةً عندما يذهب الطفل إلى المدرسة بدلاً من العمل. وهذا ما يفسر أسباب عمل الأطفال. وهو دفع رسوم الالتحاق بالمدرسة، فهي تساهم في تمويل المدارس. وأحياناً، كجزء من سياسة التصحيح الاقتصادي فإن المدارس واداراتها تقرر تحميل جزء من المصاريف للأهالي. الكثير من تلك الأسر تعيش في مجتمعات حيث لا توجد مدارس. وبالتالي، فإنه لا يوجد مفر من العمل وتكلفة هذا التعليم لعائلة فقيرة يعوق قدراته. حيث أن الاستثمار يجب أن يكون مربحاً وهذا نادراً ما يحدث. فإن التعليم الذي يقدم لهؤلاء الأطفال في كثير من الأحيان يكون دون المستوى، ولا يبعث على الأمل في أي تقدم اجتماعى. ولا يبرر هذه التضحيات. وتكثر الأمثلة من الأسر التي أرادت بشدة ان يحصل أبناءها على درجه كبيرة من التعليم ولكنها لم تكن تمتلك الأدوات ورأت في الوقت نفسه أن التكلفة عالية جداً.
تشير الإحصاءات الاقتصادية إلى أن معدل العائد الاجتماعي للاستثمار في التعليم يكون مرتفعًا وخاصة في المرحلة الابتدائية. كما قام البنك الامريكى للتنمية بقياس العلاقة المضطردة بين الاستثمار في التعليم الابتدائي والنمو الاقتصادى في أربعة عشر دولة في أمريكا اللاتينية ومنطقة البحر الكاريبي. فوُجِد ان متوسط معدل العائد الاجتماعي قد بلغ نسبه 17%. وفي هذا الصدد يذكرنا التاريخ أن النهضة الصناعية لم تكن سابقة للتعليم الأساسي: ألمانيا والنمسا والولايات المتحدة واليابان ,عندما بدأت هذه البلدان في النهضة الصناعية على نطاق واسع كانت نسبة الأمية قد انخفضت. من هنا، نستنتج من زيادة عدد أفراد الأسرة الواحدة لها تاثير حاسم على عمل الأطفال. فتشير الإحصاءات إلى أنه كلما زاد عدد أفراد الأسرة، كلما زادت فرص عمالة الأطفال، وكلما قلت فرص الالتحاق بالدراسة. أيضاً، تشير الدراسات الحديثة إلى أنه كلما تم تحديد عدد أفراد الأسرة كلما تقلصت أعداد الأطفال العاملة، وكلما زادت فرص الالتحاق بالدراسة.

## التأثيرات السلبية المدمرة لعمالة الأطفال
يوجد أربعة جوانب أساسية يتأثر بها الطفل الذي يستغل اقتصادياً بالعمل الذي يقوم به وهي:
1. التطور والنمو الجسدي : تتأثر صحة الطفل من ناحية التناسق العضوي والقوة، والبصر والسمع وذلك نتيجة الجروح والكدمات الجسدية، الوقوع من أماكن مرتفعة، الخنق من الغازات السامة، صعوبة التنفس، النزف وما إلى ذلك من التأثيرات.
2. التطور المعرفي: يتأثر التطور المعرفي للطفل الذي يترك المدرسة ويتوجه للعمل، فقدراته وتطوره العلمي يتأثر ويؤدي إلى انخفاض بقدراته على القراءة والكتابة والحساب، إضافة إلى أن إبداعه يقل.
3. التطور العاطفي : يتأثر التطور العاطفي عند الطفل العامل فيفقد احترامه لذاته وارتباطه الأسرى وتقبله للآخرين، وذلك جراء بعده عن الأسرة ونومه في مكان العمل وتعرضه للعنف من قبل صاحب العمل أو من قبل زملائه.
4. التطور الاجتماعي والأخلاقي : يتأثر التطور الاجتماعي والأخلاقي للطفل الذي يعمل بما في ذلك الشعور بالانتماء للجماعة والقدرة على التعاون مع الآخرين، القدرة على التمييز بين الصح والخطأ، كتمان ما يحصل له وأن يصبح الطفل كالعبد لدى صاحب العمل.

### المخاطر النفسية
يؤكد الباحثون منذ وقت طويل على أن أنواعاِ معينة من العمل هي التي تسبب مشاكل نفسية واجتماعية خطيرة للأطفال. يعد هذا خطراً كبيراً خاصةً لدى الأطفال، وإن كان معظمهم من الفتيات يعد من اللواتي يعملن كعاملات منزل ويعشن بعيداً عن المنزل العائلى. القليل من المعلومات المتوفرة تشير إلى أنهن يعملن في ظروف قاسية وممنوع عليهن تقريباً إجراء أي اتصال مع عائلاتهن أو أصدقائهن. هن أيضاً في بعض الأحيان ضحايا الاعتداء الجسدى والنفسى والجنسى. كل هذا يهدد توازنهن النفسى والاجتماعى.
قدمت منظمة الصحة العالمية تقريراً أن الأطفال العاملين في كينيا يعانون من أعراض خطيرة منها الانطواء والشيخوخة المبكرة والاكتئاب.
الدعارة هو نوع آخر من النشاط حيث يوجد عدد كبير من الأطفال، وخاصةً الفتيات الاتى يلحق بهن ضرر بالغ في التضحية العاطفية. أيضاً، وباء الإيدز ليس غريباً على هذا الاتجاه، استخدام الأطفال للأغراض الجنسية يراها البالغون أفضل طريقة للحماية من هذا المرض. تساهلت الجهات المسؤولة عن السياحة الوطنية والدولية إلى حد كبير عن الوضع الحالى. بالإضافة إلى خطر الإصابة بالإيدز أو غيره من الأمراض المنقولة جنسياً، يخضع الأطفال لمشاكل نفسية خطيرة بسبب ظروف العزلة المفروضة عليهم تقريباً. وحقيقة الأمر، فإن العديد من الأطفال النازحين من المناطق الريفية أو المجاورة قد قطعوا كل العلاقات مع أسرهم 

### عمل الأطفال في المناطق الريفية وتأثيره السلبي
في المناطق الريفية يكون معدل ترك الدراسة مرتفعاً حتى في المرحلة الابتدائية. ويبقى أن نعرف إذا كان الأطفال يتركون المدرسة لأنهم يضطرون للعمل أو أنهم يعملون لانهم تركوا المدرسة لأسباب أخرى. الاستنزاف التام للأطفال العاملين في الساعات الطويلة يؤدى إلى وقوع حوادث. بالإضافة إلى ذلك، قضاء حد معين من الوقت والذي يختلف حسب نوع النشاط والعمل يؤثر بشكل خطير في قدرة الأطفال على التعليم.
وفقاً لما نُشِر عن الباحثين الأمريكيين، الأداء المدرسي للشباب الذين تتراوح أعمارهم من 12الى 17 سنه يتأثر سلباً بعد أكثر من 15 أو 20 ساعة من العمل في الأسبوع. ومع ذلك، كما ذُكِر أعلاه، فغالباً ما يتجاوز هذا التقدير الحد في البلدان النامية. وأيضا الأطفال الذين تقل أعمارهم عن 12 سنة، للبيانات القليلة المتاحة في هذه البلدان على العلاقة بين العمل المبكر والأداء المدرسي للاطفال، تشير إلى أن أثر الأول على الثاني سلبي للغاية، يتعرض العديد من العاملين إلى مخاطر بدنية. على سبيل المثال، يتعرض جامعو القمامة الصغار في الفلبين إلى خطر شديد وهو الإصابة بمرض أو الإعاقة الدائمة، تركيز عال من الرصاص أو الزئبق في الدم، خروج الطلقات النارية، الإصابات الناجمة عن سوء المعاملة، التهابات خطيرة مثل التيتانوس، الاضطرابات الرئوية، تشوهات الهيكل العظمى نتيجة لرفع الأثقال، الأمراض الجلدية وغيرها من الأمراض الناجمة عن الانعدام العام للنظافة الشخصية.
تستحق حالة الزراعة اهتماماً خاصاً لأنه في هذا القطاع الذي يعده الخبراء واحداً من أكثر القطاعات خطورة على الصحة والسلامة، وهو القطاع الذي يعمل به غالبية الأطفال العاملين بالزراعة المعيشية، على وجه الخصوص، هي مرادف للساعات الطويلة جداً التي تمنع الدراسة.

### يواجه الأطفال جميع أنواع المخاطر
ومنها؛ تقلبات المناخ الأحمال الثقيلة، والأداوت الحادة. تحديث الزراعة هي مصدر إضافى للمخاطر، في الواقع، حيث يستخدم المزارعون الصغار بشكل متزايد مواد كيميائية سامة والمركبات الآلية، وغالباً بدون تدريب على استخدامها. ودون اتخاذ الاحتياطات اللازمة وقد وصف عمل الأطفال الشاق في المناطق الريفية في العبارات الاتية في مقال حول عمل الأطفال في أفريقيا نشر عام 1993 في مجلة العمل الدولية: العنصر المشترك الذي ينتج عن التنوع الكبير في النظم الأساسية لعمل الأطفال، والعمل الذي يجب القيام به هو قسوة ظروف العمل.
تعد الضغوط الخارجية ثابتة للعمل في تلك المزارع ومنها؛ الحشرات، الزواحف، الحيوانات الأخرى، الأرض الصلبة، الأدوات القديمة. كما يمكن أن تكون المسافات طويله جداً، أو ساعات طويلة من العمل، وكل شئ ممكن أن يزيد من سوء الحالة الصحية للأطفال.
النظر في مثال محدد على نطاق واسع من فئة الأطفال الذين يعملون في أفريقيا: الرعاة. واحد من المهام الرئيسية توصيل الحيوانات إلى المسقى. عندما يكون البئر عميق 40 إلى 50 متراً أو أكثر. يجب سحب المياه بمساعدة الحيوانات. كما يجب على الطفل أن يذهب إلى نهاية ممر الصرف الصحى والعودة بالحيوانات إلى الآبار، ويقطع نصف المسافة بخطوات سريعة.
فإذا حسبنا أن بئراً من 40 متر ووعاء متوسط من 30 لتر. يجب أن يقطع الطفل 27 كيلومتر ذهاباً وإياباً ليسقى قطيع من 200 جمل. واحدة من الآثار الأولى لصعوبة تلك الحياة هي أن ينجذب الطفل بشكل لا يقاوم إلى الحياة في المدينة. وتُعَد هذه الهجرة إلى المدينة في أفريقيا، حتى بالنسبة للأطفال، ترتبط مباشرة بصعوبة ظروف العمل في المناطق الريفية.
هدف ذلك هو العثور على وظيفة أقل تعباً. وإذا أمكن ضمان البقاء بأقل التكاليف. فشلت جميع الحكومات بإعادة الأطفال إلى المناطق الريفية أو الشباب الذين هاجروا. حتى بعد تجربة ظروف المعيشة التي تعتبر غير مقبولة في الشوارع والأحياء الفقيرة في المدن. والاطفال يفضلون تلك عن العالم الريفى.

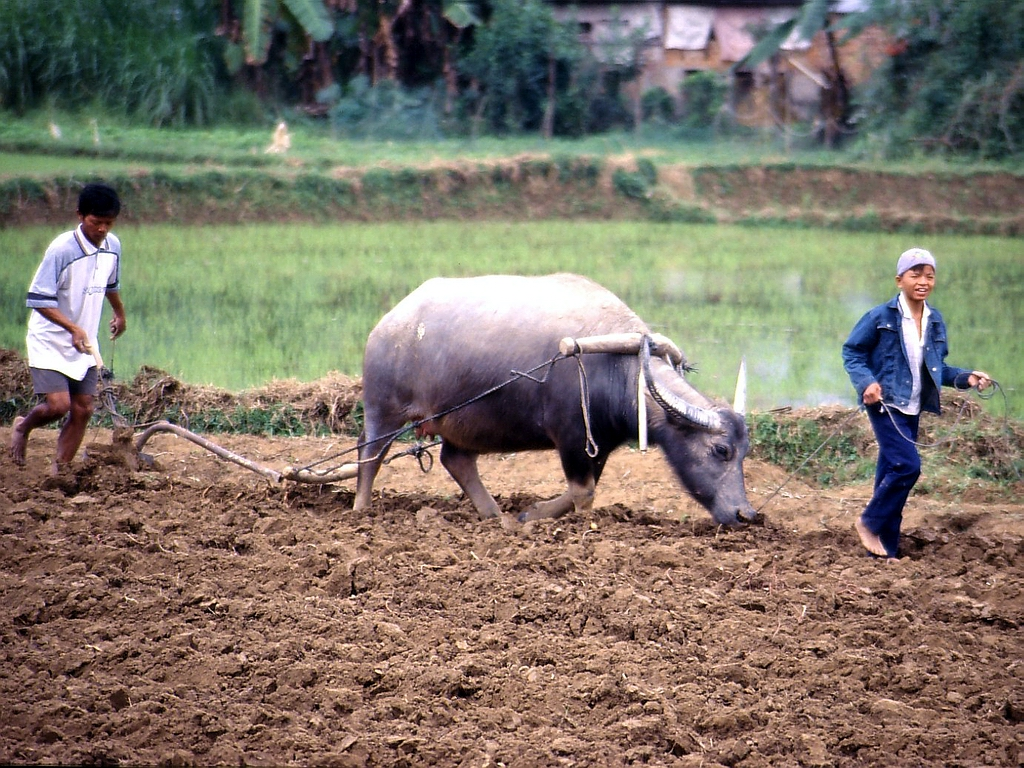
أطفال يقومون بتوصيل الحيوانات إلى المسقى

### الأثر الاقتصادي والاجتماعي لعمل الأطفال

الاشغال الشاقة للاطفال

كثير ما يقال أن الفقر، ومشاركة الأطفال في النشاط الاقتصادى يعزز كل منهما الآخر. ويتسبب الفقر في عمل الأطفال. ويُضعف فرص الارتقاء الاجتماعي. فإنه كذلك يديم الفقر، حيث أنه ينعكس على إمكانية التعليم التي تحقق المكاسب لمدى الحياة. ويُفترض أن ينطبق هذا أيضاً على أي عمل يؤثر على صحة وسلامة، والنشأة الاجتماعية للطفل. ومن وجهة نظر الاقتصاد الكلي والاضرار بتنمية الطفل، فإن العمل يديم الفقر لانه يحط من رأس المال البشرى اللازم للتنمية الاقتصادية والاجتماعية.
يقال في كثير من الأحيان، علاوة على ذلك، أن مشاركة الأطفال في النشاط الاقتصادى يزيد الفقر لأنه يزيد البطالة ونقص عمالة البالغين. لكن من الصعب التعميم، لأن ذلك يعتمد على نوع العمل الذي يقوم به الأطفال، وفيما يتعلق بالعمل المأجور، في المصنع، على سبيل المثال يمكن تحويل الأطفال إلى كبار. وسيكون لذللك تأثير سلبى على مجال العمل، الاجور، وظروف العمل الأخرى للبالغين.
كذلك فإن العديد من المزارعين وأصحاب المشاريع الصغيرة، حافظوا على استمرارية عملهم. وبالنسبة للأطفال الذين يعملون في مناطق غير رسمية فمن المحتمل ألا يؤثر ذلك على عمل البالغين لأنهم يشغلون المصالح التي لا تهم. على سبيل المثال؛ يحملون الأكياس في الاسواق، يلمعون الأحذية. وأخيراً الكثير من الفتيات العاملات كخادمات للعائلات التي لا تستطيع الدفع مقابل عمل البالغين لديها، يكون ذلك أقوى حُجَّة لأن يكون عمل الأطفال له آثار تمييزية للغاية. ذلك لأنه يزيد من الأعباء والإعاقة التي تؤثر على الأفراد، والمجتمعات المستبعدة للفوائد المتميزة. لهذا السبب إنه غير متوافق مع الديمقراطية والعدالة الاجتماعية.

## ساعات عمل الأطفال القانونية
يظل عدد ساعات العمل الشاغل الثاني، كما يظل العمل في كثير من الأحيان للأطفال نشاطاً مستمراً، كل يوم ولساعات طويلة. وبالتالى فمن الصعب أن يتماشى مع الدراسة أثناء الظروف المَرَضية. على عكس العديد من الأطفال في البلدان الصناعية الذين يعملون في بعض الأحيان، أو في خلال عطلة نهاية الأسبوع أو العطلة المدرسية لتحصيل القليل من المصروف الشخصى، كما يواجه عدد كبير من الأطفال في البلاد النامية حتمية الكسب كل يوم للقمة العيش أو البقاء على قيد الحياة. بالإضافة إلى ذلك، يتعرض العديد من الأطفال في هذه البلدان لضغط ساعات العمل المُفرِطة. وفي المتوسط، الفتيات بشكل عام تعملن أكثر من الأولاد. هذا ينطبق بشكل خاص على العديد من الفتيات العاملات في المنازل، نوع العمالة تتسم عموماً بساعات عمل طويله للغاية. هذا صحيح أيضاً، في حالة الفتيات العاملات في أنواع أخرى من العمل، بقدر ما يجب. بالإضافة إلى نشاطهم المهني للمشاركة في الأعمال المنزلية مع والديهم. ولنذكر معاً أن الاتفاقية رقم 60 المُعدَّل على الحد الأدنى للسن (الأعمال الغير صناعية) عام 1937، تنص على أن: أي طفل تحت سن 14 عام، لا يجوز استخدامه في أعمال خفيفة لأكثر من ساعتين في اليوم، في أيام الدراسة كما هو الحال في أيام العطلة أو قضاء في المدرسة والأعمال الخفيفة أكثر من سبع ساعات يومياً في الجموع [و كثيرًا ما تتساءل عن العلاقة بين عمل الأطفال وحضورهم المدرسى. صحيح أن العديد من الأطفال يجمعون بين العمل والدراسة إلا أن أكثرهم لا يذهبون ابداً إلى المدرسة.كما اظهرت دراسات منظمة العمل الدولية من 30% إلى 50% من الأطفال الذين يعملون في البرازيل، غانا، الهند، إندونسيا، السنغال، وتركيا توقفوا عن الذهاب إلى المدرسة.

## أسباب توجه الطفل العامل للعمل من وجهة نظره
لقد أظهرت النتائج أن أسباب توجه الأطفال العاملين للعمل تعود لعاملين أساسيين: وهما العامل الاجتماعي والعامل الاقتصادي، حيث تبين أنه من بين الأطفال المتوجهين لسوق العمل، 67,7% منهم يقومون بذلك لأسباب اقتصادية أي بدافع الحاجة المادية، وتعود الأسباب للمشاركة في رفع دخل الأسرة 31,1% أو لأسباب اجتماعية، توزعت بين الاستغلال والاعتماد على النفس بنسبة 10,8% وملء الفراغ بعد ترك المدرسة بنسبة 12,4%.

## إصابات العمل
أن التعرض لاصابات العمل يعتبر من أهم المؤشرات المتعلقة لعمالة الأطفال، حيث أن 6,5% من الأطفال العاملين تعرضوا لاصابات عمل خلال أدائهم لمهامهم أثناء العمل، وتتراوح تلك الإصابات بين كسور وجروح ورضوض إضافية إلى إصابة الأطفال بتسمم أو صعوبة التنفس أو نزيف أو إصابات أخرى مختلفة.
هذا من جانب أما من جانب آخر تعرض الطفل العامل للعنف الجسدي أو المعنوي أو لكليهما معاً من قبل صاحب العمل، أو من زملائه في العمل أو الزبائن الذين يتعامل معهم. استخدام الأطفال صغار السن هي مشكلة خطيرة، في الواقع، فإن الأطفال الأصغر سناً أكثر عرضة للمخاطر الفيزيائية، الكميائية، وغيرها موجود في أماكن العمل وبالطبع الاستغلال الاقتصادي لعمله.

## موقف الطفل تجاه ظروف عمله
- أفادت النتائج أن 35.4% من الأطفال يرون أن عملهم مرهق جسديا ومتعب جدا.
- 15.4% يرون أن عملهم خطير.

## النضال لإيقاف ظاهرة عمالة الأطفال
لقد تم منذ عدة سنوات إطلاق مبادرة عالمية للدفاع عن حقوق الطفل وبطلها هو طائر الدودو، هذه المبادرة تهدف لنشر الاتفاقية الدولية لحقوق الطفل في كافة أنحاء العالم وبغض النظر عن العرق، الجنس، الدين، المستوى الاجتماعي أو التوجه السياسي. ويشكل موقع «سايبردودو، المدافع عن الحياة» أداة تواصل عالمية تجمع حولها كافة المهتمين بالدفاع عن الحياة وحماية البيئة بالتعاون مع المنظمات الدولية المعتمدة كالمفوضية السامية لحقوق الإنسان في الأمم المتحدة والانتربول الدولي.